# 2014년 오타와 총격 사건

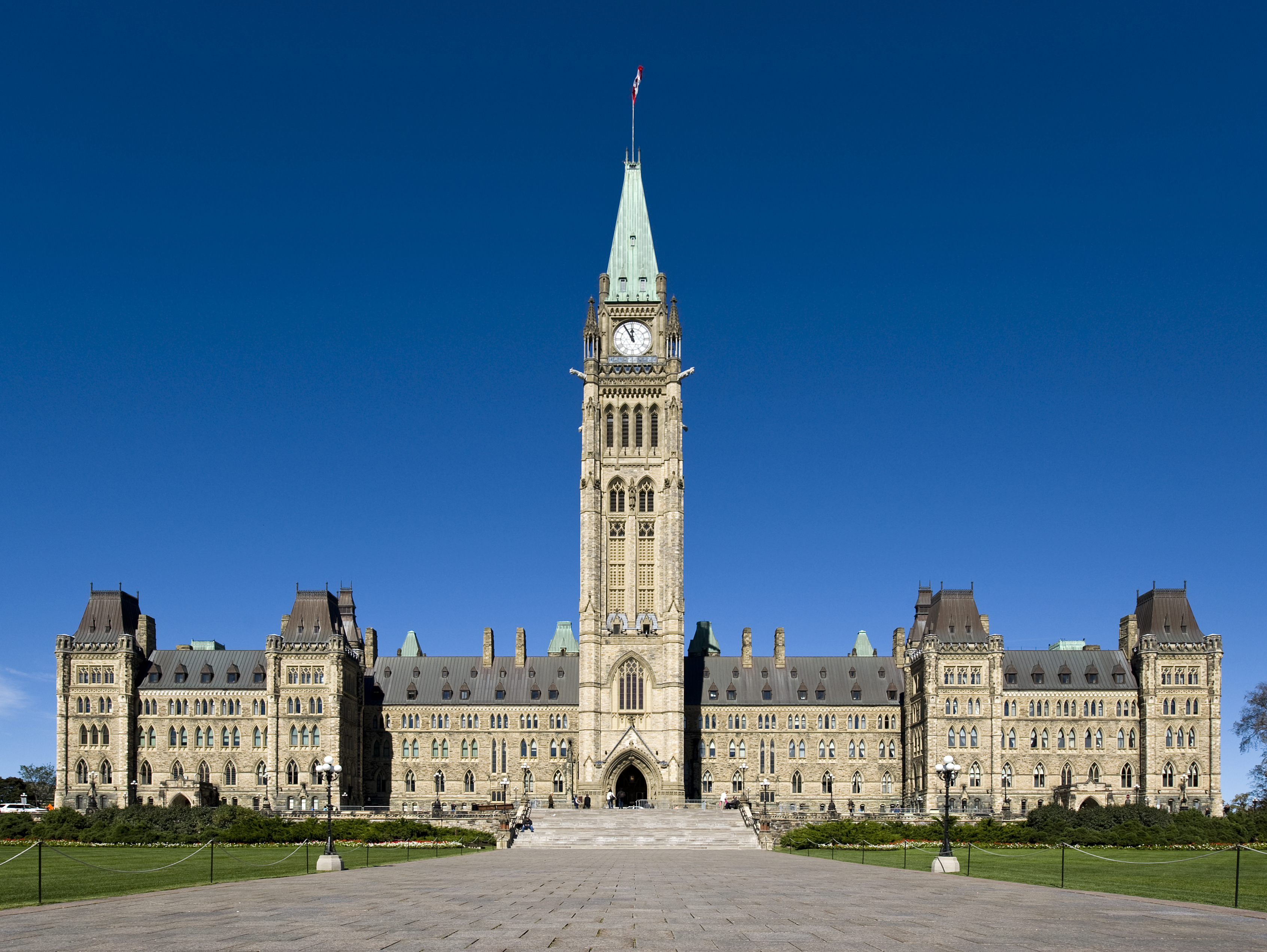

2014년 오타와 총격 사건은 10월 22일 캐나다 오타와에서 발생한 총격 사건으로, 무장 괴한이 왕실소유지인 팔러먼트 힐에 난입해 총격을 하였다. 건물에 있던 스티븐 하퍼 총리는 무사하였고, 경비원 1명이 죽고 2명이 부상당했다. 마이클 제하프 비보의 단독 범행으로, 이번 사건과 관련해서 해외 언론은 마이클 제하프 비보가 이슬람 교리를 공유하는 캐나다 내 이슬람 성전주의자와 연계돼 있다고 보도하였다.

## 같이 보기
- 2017년 웨스트민스터 테러
- 2017년 테헤란 테러
- 퀘벡 모스크 총기 난사 사건